# Tal-sms
Tal-sms är sms till fasta telefoner som inte klarar av att ta emot ett textmeddelande. Meddelandet läses då upp av en syntetisk röst.
Det går även att skicka sms från en fast telefon som är förberedd för SMS. 
Tal-sms är även kallat FSMS (Fixed Line SMS).